# Diego Zapata Piñeiro
Diego Zapata Piñeiro fue un activista mexicano. Nació el 13 de diciembre de 1916 en el municipio de Tlaltizapán, Morelos, de donde era  su madre, María Jorge Piñeiro. Diego Zapata Piñeiro fue cofundador de la  Confederación Nacional Campesina y de la Secretaría de la Reforma Agraria en su estado.
El 8 de marzo de 2001 en Anenecuilco, recibió a los comandantes zapatistas y al subcomandante Marcos, expresando durante el evento:

El Congreso de la Unión debe aprobar la ley de derechos indígenas para sacar a los pueblos de su marginación. Quienes se oponen a que se reconozcan los derechos de los naturales de México no conocen a los indígenas ni a los campesinos. Esas personas son las mismas contra quienes luchó mi padre. Ahora veo que la gente de Marcos quiere el bien de los mexicanos más pobres, es una lucha por los mismos ideales.

Murió el 20 de diciembre de 2008 a causa de una insuficiencia renal crónica al igual que su hermano menor, Mateo Zapata. Sus restos fueron trasladados de la Ciudad de México a Cuautla donde políticos como Sergio Valdespín Pérez y campesinos de diversas organizaciones estatales, además de la Logia del Valle de México y la Asociación de Charros de la Terna de Cuautla, le rindieron un homenaje en la plaza cívica de la ciudad, frente a la estatua de su padre. Fue sepultado en el Panteón municipal de Cuautla, junto a los restos de Mateo. Le sobreviven su esposa, Gloria Cordero Torres y sus hijos Diego Alejandro, Eufemio Alex, Diego Emiliano y Jorge Gabriel Zapata.